# Polen Rundt 2013
|  | Denne artikel eller sektion om sport er forældet eller ikke opdateret. Se artiklens diskussionsside eller historik. |

Polen Rundt 2013 er den 70. udgave af det polske cykelløb Polen Rundt. Løbet vil blive afholdt over syv etaper fra den 27. juli til 3. august 2013. De første to etaper vil blive i og omkring Trentino i Italien. Løbet slutter i Kraków. Det er det nittende løb ud af 29 i UCI World Tour 2013.
I forhold til 2012-udgaven er løbet igen flyttet til ugen efter at Tour de France slutter. I 2012 var løbet flyttet 14 dage frem på grund af Sommer-OL, og kulminerede derfor med verdens største cykelløb. I år går starten på Polen Rundt samtidig med det spanske World Tour-løb Clásica de San Sebastián.

## Deltagende hold
Fordi Polen Rundt er en del af UCI World Tour, er alle 18 UCI ProTour-hold automatisk inviteret og forpligtet til at sende et hold. Derudover kan løbsarrangøren invitere et antal hold fra lavere rækker. 
| UCI ProTour-hold: - Ag2r-La Mondiale (ALM) - Argos-Shimano (ARG) - Astana Pro Team (AST) - Belkin Pro Cycling (BEL) - BMC Racing Team (BMC) - Cannondale (CAN) - Euskaltel-Euskadi (EUS) - FDJ (FDJ) - Garmin-Sharp (GRM) | 0 - Lampre-Merida (LAM) - Lotto-Belisol (LTB) - Movistar Team (MOV) - Omega Pharma-Quick Step (OPQ) - Orica-GreenEDGE (OGE) - RadioShack-Leopard (RLT) - Team Saxo-Tinkoff (SAX) - Team Sky (SKY) - Vacansoleil-DCM (VCD) - Team Katusha (KAT) | Wildcards: - CCC Sprandi Polkowice - Team NetApp-Endura - Colombia - Polen (Landsholdet) |